# نايتويش

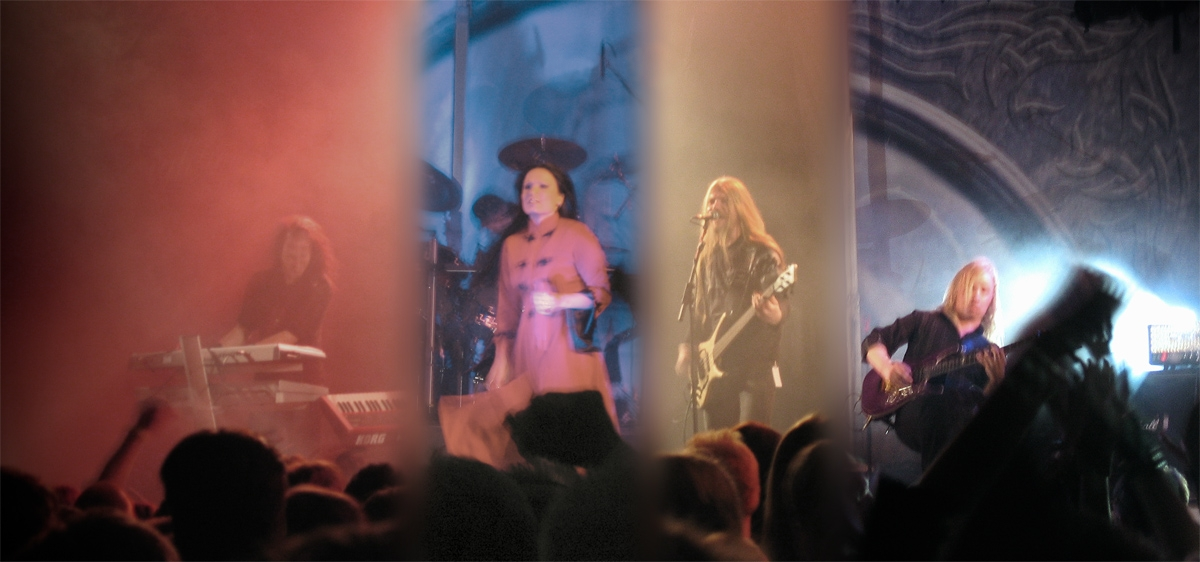
نايتويش مع تاريا

نايتويش (Nightwish) هي فرقة ميتال-ميتال سمفوني من فنلندا. تشكلت بمدينة كيتي الفنلندية في يوليو 1996. اشتهر الفرقة عالمياً بعد إصدار ألبوم "Once" عام 2004، والذي ظهرت أغانيه في القنوات التلفزيونية الموسيقية والأفلام الأمريكية كثيراً. تعد أغنية "Wish I Had an Angel" من أشهر أغانيهم.
عام 2005, المغنية تاريا تورونين (Tarja Turunen) فصلت عن الفرقة متبعة مشوارها الفني كمغنية مستقلة. بدلت بالمغنية السويدية آنيت أولزون (Anette Olzon), ثم تبع ذلك إصدار البومهم الغنائي بعنوان (Dark Passion Play) عام 2007. كما تم إصدار ألبوم غنائي سابع تحت عنوان (imaginaerum) سنة 2011 , ولأسباب صحية تم إستبعاد المغنية (Anette Olzon) من الفرقة في أواخر سنة 2012 لتستبدل بالمغنية (Floor Jansen).

## أعضاء الفرقة
- توماس هولوباينين (Tuomas Holopainen) على الاورغ والبيانو - keyboards
- إمبو فورينين (Erno "Emppu" Vuorinen) على الإيتار - guitars
- ماركو هيتالا (Marco Hietala) - على الإيتار وغناء صوتي - guitars & vocals
- يوكا نيفالاينين (Jukka Nevalainen) - على الإيقاع والطبل - drumbs
- سامي فانسكا (Sami Vänskä) من 1988 حتى 2001
- تاريا تورونين (Tarja Turunen) من 1996 حتى 2005 - غناء - vocals
- أنيتي أولسون (Annette Olson) من 2007 حتى 2012 - غناء - vocals
- فلور يانسن (Floor jansen) من 2012 حتى الوقت الحاضر غناء - vocals

## وصلات خارجية
- نايتويش على موقع IMDb (الإنجليزية)
- نايتويش على موقع ميوزك برينز (الإنجليزية)
- نايتويش على موقع أول ميوزيك (الإنجليزية)
- نايتويش على موقع ديسكوغز (الإنجليزية)

- الموقع الرسمي
- موقع تاريا تورنين